# Quartinia canariensis
Quartinia canariensis är en stekelart som beskrevs av Blüthgen 1958. Quartinia canariensis ingår i släktet Quartinia och familjen Masaridae. Inga underarter finns listade i Catalogue of Life.